# Sinitta

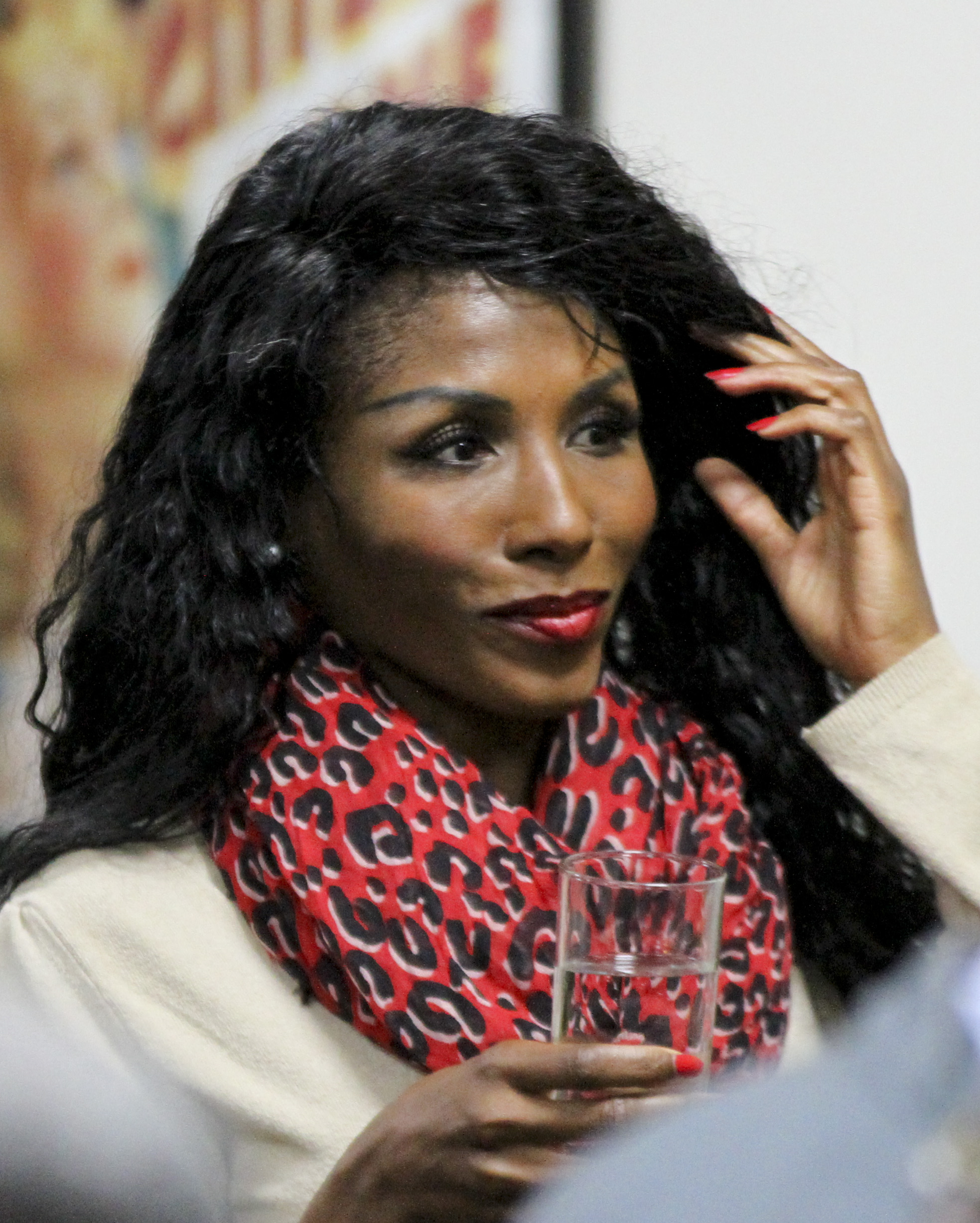
Sinitta (2012)

Sinitta Renet Malone (* 19. Oktober 1963 in Seattle, Washington) ist eine US-amerikanische Popsängerin, die vor allem in Großbritannien Erfolge verzeichnen konnte.

## Leben

### Karriere
Schon ihre Mutter, Miquel Brown, hatte ab den späten 1970er Jahren einige kleinere Hitnotierungen (Symphony of Love) und 1983 einen weltweiten Hi-NRG-Hit mit So Many Men, So Little Time. Sie kam zum Londoner Musical Hair, in dem sie die Sheila spielte.
Sinitta selbst trat zunächst in TV-Shows auf, kam dann aber auch zum Musical (Cats, The Wiz). Ab 1981 begann dann eine kleine Filmkarriere. So spielte sie in Shock Treatment und 1986 in Foreign Bodies bzw. Little Shop of Horrors. Ab 1983 erschienen erste Singles von Sinitta. Darüber hinaus nahm sie im April 1984 an der britischen Vorentscheidung zum Eurovision Song Contest teil. Mit ihrem Beitrag Imagination erreichte sie einen vierten Platz.
So Macho / Cruising wurde im Frühjahr 1986 ihre erfolgreichste Single und erreichte in Großbritannien Platz zwei. Ab 1987 wurde sie von Stock Aitken Waterman produziert. Die erste gemeinsame Single Toy Boy stieg im Spätsommer 1987 bis auf Platz vier und in Deutschland bis auf Platz neun. Im Frühjahr 1988 folgte Cross My Broken Heart, das im Vereinigten Königreich auf Platz sechs stieg. Der letzte größere Erfolg von Sinitta war Right Back Where We Started From, das Mitte 1989 in Großbritannien noch einmal auf Platz vier kam.
Mitte 1992 platzierte sich mit Shame, Shame, Shame eine weitere Single auf Platz 28 in Großbritannien. Der letzte Charterfolg war die The Supreme EP, die im Frühjahr 1993 in England auf Platz 49 stieg.
2010 nahm sie an der fünften Staffel der britischen Eiskunstlaufshow Dancing on Ice teil. 2011 nahm Sinitta an der elften Staffel der britischen Fernsehshow I’m a Celebrity … Get Me Out of Here! teil. 2022 nahm Sinitta als Kangaroo an einer Spezialfolge der britischen Version von The Masked Singer für ehemalige I’m a Celebrity … Get Me Out of Here!-Kandidaten teil, bei der sie den zweiten Platz belegte.

### Privat
Ende der 1980er Jahre war Sinitta zwei Jahre mit Brad Pitt liiert, den sie in London auf einer Party traf.

## Diskografie

### Alben
| Jahr | Titel   | Höchstplatzierung, Gesamtwochen, AuszeichnungChartplatzierungen (Jahr, Titel, Platzierungen, Wochen, Auszeichnungen, Anmerkungen) | Höchstplatzierung, Gesamtwochen, AuszeichnungChartplatzierungen (Jahr, Titel, Platzierungen, Wochen, Auszeichnungen, Anmerkungen) | Höchstplatzierung, Gesamtwochen, AuszeichnungChartplatzierungen (Jahr, Titel, Platzierungen, Wochen, Auszeichnungen, Anmerkungen) | Höchstplatzierung, Gesamtwochen, AuszeichnungChartplatzierungen (Jahr, Titel, Platzierungen, Wochen, Auszeichnungen, Anmerkungen) | Höchstplatzierung, Gesamtwochen, AuszeichnungChartplatzierungen (Jahr, Titel, Platzierungen, Wochen, Auszeichnungen, Anmerkungen) | Anmerkungen                             |
| Jahr | Titel   | DE | AT | CH | UK | US | Anmerkungen                             |
| ---- | ------- | --- | --- | --- | --- | --- | --------------------------------------- |
| 1987 | Sinitta | — | — | — | UK34 Gold · (19 Wo.)UK | — | Erstveröffentlichung: Dezember 1987     |
| 1989 | Wicked! | — | — | — | UK52 Gold · (4 Wo.)UK | — | Erstveröffentlichung: 27. November 1989 |

Weitere Alben
- 1994: Naughty Naughty (nur Spanien und Asien)
- 1997: What a Feeling! (The Original Cast Recording of the Spectacular Movies & Musicals Concert Tour) (mit Sonia und Luke Goss)
- 2010: Original London Cast of Mutiny! (mit David Essex u. a.)

### Kompilationen
- 1989: Special
- 1990: Dance Mix!
- 1998: The Best of Sinitta
- 1999: The Best of
- 2005: Toy Boy
- 2008: 80’s Divas
- 2009: The Hits + Collection 86–09 (Right Back Where We Started From) (2 CDs)
- 2010: The Greatest Hits + Bonus Hits DVD! (CD + DVD)

### Singles
| Jahr | Titel Album                              | Höchstplatzierung, Gesamtwochen, AuszeichnungChartplatzierungen (Jahr, Titel, Album, Platzierungen, Wochen, Auszeichnungen, Anmerkungen) | Höchstplatzierung, Gesamtwochen, AuszeichnungChartplatzierungen (Jahr, Titel, Album, Platzierungen, Wochen, Auszeichnungen, Anmerkungen) | Höchstplatzierung, Gesamtwochen, AuszeichnungChartplatzierungen (Jahr, Titel, Album, Platzierungen, Wochen, Auszeichnungen, Anmerkungen) | Höchstplatzierung, Gesamtwochen, AuszeichnungChartplatzierungen (Jahr, Titel, Album, Platzierungen, Wochen, Auszeichnungen, Anmerkungen) | Höchstplatzierung, Gesamtwochen, AuszeichnungChartplatzierungen (Jahr, Titel, Album, Platzierungen, Wochen, Auszeichnungen, Anmerkungen) | Höchstplatzierung, Gesamtwochen, AuszeichnungChartplatzierungen (Jahr, Titel, Album, Platzierungen, Wochen, Auszeichnungen, Anmerkungen) | Anmerkungen |
| Jahr | Titel Album                              | DE | AT | CH | UK | US | Dance | Anmerkungen |
| ---- | ---------------------------------------- | --- | --- | --- | --- | --- | --- | --- |
| 1986 | So Macho! / Cruising Sinitta             | — | AT17 (4 Wo.)AT | — | UK2 Gold · (30 Wo.)UK | — | — | Erstveröffentlichung: Februar 1986 Autor: James George Hargreaves                                                                       |
| 1986 | Feels Like the First Time Sinitta        | — | — | — | UK45 (5 Wo.)UK | — | Dance4 (10 Wo.)Dance | Erstveröffentlichung: Oktober 1986 Autor: James George Hargreaves                                                                       |
| 1987 | Toy Boy Sinitta                          | DE9 (13 Wo.)DE | — | CH3 (12 Wo.)CH | UK4 Silber · (14 Wo.)UK | — | Dance19 (8 Wo.)Dance | Erstveröffentlichung: 31. Juli 1987 Autoren/Produzenten: Stock Aitken Waterman                                                          |
| 1987 | GTO Sinitta                              | DE31 (9 Wo.)DE | — | CH11 (6 Wo.)CH | UK15 (10 Wo.)UK | — | — | Erstveröffentlichung: November 1987 Autoren/Produzenten: Stock Aitken Waterman                                                          |
| 1988 | Cross My Broken Heart Sinitta            | DE18 (11 Wo.)DE | — | CH19 (4 Wo.)CH | UK6 Silber · (9 Wo.)UK | — | Dance26 (6 Wo.)Dance | Erstveröffentlichung: März 1988 Autoren/Produzenten: Stock Aitken Waterman                                                              |
| 1988 | I Don’t Believe in Miracles Wicked!      | — | — | — | UK22 (8 Wo.)UK | — | — | Erstveröffentlichung: September 1988 Autoren/Produzenten: Stock Aitken Waterman                                                         |
| 1989 | Right Back Where We Started From Wicked! | DE25 (12 Wo.)DE | — | — | UK4 Silber · (10 Wo.)UK | US84 (4 Wo.)US | — | Erstveröffentlichung: 22. Mai 1989 Autoren: J. Vincent Edwards, Pierre Tubbs Produzent: Pete Hammond Original: Maxine Nightingale, 1975 |
| 1989 | Love on a Mountain Top Wicked!           | — | — | — | UK20 (6 Wo.)UK | — | — | Erstveröffentlichung: September 1989 Autoren: Buzz Cason, Mac Gayden Produzent: Ian Curnow Original: Robert Knight, 1968                |
| 1989 | Lay Me Down Easy Wicked!                 | — | — | — | UK88 (2 Wo.)UK | — | — | Erstveröffentlichung: Dezember 1989 Autor/Produzent: Ralf René Maué                                                                     |
| 1990 | Hitchin’ a Ride Wicked!                  | — | — | — | UK24 (6 Wo.)UK | — | — | Erstveröffentlichung: 9. April 1990 Autoren: Mitch Murray, Peter Callander Produzent: Ralf René Maué                                    |
| 1990 | Love and Affection –                     | — | — | — | UK62 (3 Wo.)UK | — | — | Erstveröffentlichung: September 1990 Autor und Original: Joan Armatrading, 1976 Produzent: Barry Andrews                                |
| 1992 | Shame Shame Shame Naughty Naughty        | — | — | — | UK28 (4 Wo.)UK | — | — | Erstveröffentlichung: Juni 1992 Autor: Sylvia Robinson Original: Shirley & Company, 1974                                                |
| 1993 | The Supreme EP –                         | — | — | — | UK49 (2 Wo.)UK | — | — | Erstveröffentlichung: April 1993 Autoren: Holland–Dozier–Holland, Ashford & Simpson                                                     |

Weitere Singles
- 1983: I Could Be
- 1983: Never Too Late
- 1984: Imagination
- 1985: Cruising
- 1988: Oh Boy (nur Spanien und Dänemark)
- 1993: Aquarius
- 2014: So Many Men, so Little Time (The Club Mixes)
- 2015: Touch Me (All Night Long)

### Videoalben
- 1987: Toy Boy / So Macho (VHS-Single)
- 1989: All the Hits (VHS)